# Beixinjing
Beixinjing (威宁路) is een station van de metro van Shanghai, gelegen in het district Changning. 
Het station ligt aan lijn 2 en werd op 30 december 2006 geopend als onderdeel van de extensie in westelijke richting van de lijn van Zhongshan Park naar Songhong Road.
Het station bevindt zich bij het winkelcentrum Brilliance West aan West Tianshan Road, waarlangs de lijn loopt.
East Xujing · Station Shanghai Hongqiao · Hongqiao Airport Terminal 2 · Songhong Road · Beixinjing · Weining Road · Loushanguan Road · Zhongshan Park · Jiangsu Road · Jing'an Temple · West Nanjing Road · People's Square · East Nanjing Road · Lujiazui · Dongchang Road · Century Avenue · Shanghai Science & Technology Museum · Century Park · Longyang Road · Zhangjiang Hi-Tech Park · Jinke Road · Guanglan Road · Tangzhen · Middle Chuangxin Road · East Huaxia Road · Chuansha · Lingkong Road · Yuandong Avenue · Haitiansan Road · Pudong International Airport

Lijnen van de metro van Shanghai: 1 · 2 · 3 · 4 · 5 · 6 · 7 · 8 · 9 · 10 · 11 · 12 · 13 · 14 · 15 · 16 · 17 · 18 · Pujiang Line